# Шингиль (Чад)
Шингиль (фр. Chinguil) — деревня и супрефектура в Чаде, расположенная на территории региона Гера. Входит в состав департамента Бар-Сигнака.

## Географическое положение
Деревня находится в южной части Чада, на высоте 508 метров над уровнем моря.
Населённый пункт расположен на расстоянии приблизительно 450 километров к востоку-юго-востоку (ESE) от столицы страны Нджамены.

## Население
По данным официальной переписи 2009 года численность населения Шингиля составляла 20 240 человек (9594 мужчины и 10 646 женщин). Население супрефектуры по возрастному диапазону распределилось следующим образом: 50 % — жители младше 15 лет, 44,9 % — между 15 и 59 годами и 5,1 % — в возрасте 60 лет и старше.

## Транспорт
Ближайший аэропорт расположен в национальном парке Закума.